# Xi Mingze
Xi Mingze (chinês tradicional: 習明澤, chinês simplificado: 习明泽, pinyin: Xí Míngzé; [ɕǐ mǐŋ.tsɤ̌]; nascida em 25 de junho de 1992), apelidada de Xiao Muzi (chinês: 小木子, lit. ‘Little Wood’), é a única filha do secretário-geral do Partido Comunista Chinês, Xi Jinping e da cantora tradicional de estilo operístico Peng Liyuan.

## Início da vida e educação
Xi Mingze nasceu em 25 de junho de 1992 no Fuzhou Maternal and Child Health Care Hospital, em Fuzhou. Ela é a única filha de Xi Jinping e sua esposa Peng Liyuan. Xi mantém um perfil discreto, e não muito de suas informações pessoais fora revelado ao público. Estudou francês em sua escola secundária, Hangzhou Foreign Language School de 2006 a 2008. Xi matriculou-se na Universidade de Harvard, nos Estados Unidos em 2010, após um ano de estudos de graduação na Universidade de Zhejiang. Ela se matriculou sob um pseudônimo e manteve um perfil discreto. Em 2014, ela se formou em Harvard com um diploma de Bacharel em Artes em psicologia e acreditava-se que havia retornado a Pequim. Em fevereiro de 2022, o comunicado de imprensa da congressista norte-americana Vicky Hartzler revelou que Xi havia se rematriculado para estudos de pós-graduação em 2019 e está morando nos EUA.

## Vida pública
Após o terremoto de Sichuan em 2008, Xi se ofereceu como trabalhador de socorro a desastres por uma semana em Hanwang, Mianzhu. Em 2013, ela fez sua primeira aparição pública com seus pais na aldeia de Liangjiahe em Yan'an, Shaanxi, onde eles ofereceram saudações do Ano Novo Chinês aos habitantes locais. Ela tem sido descrita como interessada em leitura e moda.

## Vazamento de informações
De acordo com a mídia estatal americana Radio Free Asia, em 2019, Niu Tengyu (牛騰宇) foi preso por supostamente vazar fotos da carteira de identidade de Xi Mingze em um site chamado esu.wiki. O grupo de direitos humanos China Change criticou o suposto uso de tortura e privação de sono para extrair confissões dos suspeitos. A Radio Free Asia informou que, em 30 de dezembro de 2020, o Tribunal Popular do Distrito de Maonan condenou Niu a 14 anos de prisão e uma multa de 130.000 RMB por "promover brigas e provocar problemas", "violação de informações pessoais dos cidadãos" e "incitamento à subversão do poder do Estado", enquanto os outros 23 receberam sentenças menores.